# Jussecourt-Minecourt
Jussecourt-Minecourt  là một xã thuộc tỉnh Marne trong vùng Grand Est đông nam nước Pháp. Xã này nằm ở khu vực có độ cao trung bình 105 mét trên mực nước biển.
Sông Chée chảy theo hướng tây nam qua thị trấn.